# 阿瑟·贝尔
阿瑟·贝尔（英語：Arthur Bell，1899年2月20日—1963年2月23日），加拿大男子赛艇运动员。他曾代表加拿大参加1924年夏季奥林匹克运动会赛艇比赛，获得男子八人单桨有舵手银牌。